# Província de Shima
Shima (志摩国, -no kuni) or Shishū (志州 shishū) foi uma antiga província do Japão que consistia numa península no sudeste da atual prefeitura de Mie. Parte da região de Tōkaidō, Shima fazia fronteira com a Província de Ise e era a menor das províncias.

Mapa das províncias japonesas (1868) com a província de Shima em destaque

Shima era uma região próspera para a pesca, e no Período Nara os governadores de Shima davam presentes anuais de peixes ao imperador. A principal cidade de Shima era Toba, apesar de que Shima era governada pelo daimyo da vizinha maior Ise durante o Período Sengoku.
Ohama Kagetaka era um pirata que operava na área da Baía de Ise da província de Shima no século XVI.